# Distrito de Huayllapampa
El distrito de Huayllapampa es uno de los diez que conforman la provincia de Recuay, ubicada en el Departamento de Ancash, en el Perú. Está ubicado a 2889 m s. n. m. al margen izquierdo de la cordillera negra.

## Historia
El distrito de Huayllapampa fue creado mediante Ley 543 del 7 de octubre de 1907, en el gobierno del Presidente José Pardo y Barreda.

## Autoridades

### Municipales
- 2019 - 2022[2]
  - Alcalde: Rivelino Frazier Breas Cáceres, del Movimiento Regional El Maicito.
  - Regidores:

  1. Próspero Perfecto Guzmán (Movimiento Regional El Maicito)
  2. Perci Diner Falero Hipolo (Movimiento Regional El Maicito)
  3. Julián Basilio Requena De la Cruz (Movimiento Regional El Maicito)
  4. Yaneth Olinda Paico Maguiña (Movimiento Regional El Maicito)
  5. Federico David Quispe Ramírez (Movimiento Independiente Regional Río Santa Caudaloso)

Alcaldes anteriores
- 2014-2018: Maurto Vega Vasquez.
- 2011-2014:[3] Eustorgio Isaac León Paico, del Partido Aprista Peruano (PAP).
- 2007-2010: Vilma Sonia Cáceres de Ramírez.

## Festividades
- Septiembre 30: Aniversario de Creación de la Provincia de Recuay.
- Agosto 18, fiesta patronal en honor a San Gregorio, estas festividades duran 5 a 7 días
- Septiembre 14, festividades en el centro poblado de Pitec  en honor a la Santísima Cruz.
- Octubre 7, celebración del aniversario de su elevación a  categoría de distrito (1907)
- Octubre 18, fiesta en Chinchipe en honor al Sr. de lo Milagros, en el centro poblado de Chinchipe